# Kirmanjki jezik
Kirmanjki jezik (alevica, dersimki, dimilki, sjeverni zaza, so-bê, zaza, zazaki, zonê ma; ISO 639-3: kiu), zapadnoiranski jezik kojim govori oko 140 000 ljudi u turskim provincijama Tunceli, Erzincan, Elazig, Bingöl, Mush, Sivas i Erzerum. 
Većina pripadnika etničke grupe Zaza živi u 182 sela (100 000 ljudi) u provinciji Tunceli i 40 000 u 13 ili više sela u provinciji Erzincan. Govore ga i iseljenici po europskim zemljama: Austrija, Danska, Francuska, Njemačka, Nizozemska, Švedska, Švicarska i Ujedinjeno Kraljevstvo. U Turskoj je u upotrebi i turski [tur], a govore ga i neki pripadnici etničke grupe Kurmanji ili Sjeverni Kurdi

## Vanjske poveznice
- Ethnologue (14th)
- Ethnologue (15th)